# Living with Yourself
Living with Yourself es una serie web de comedia dramática estadounidense creada por Timothy Greenberg que se estrenó el 18 de octubre de 2019 en Netflix. Está protagonizada por Paul Rudd y Aisling Bea. Rudd también se desempeña como productor ejecutivo junto con Greenberg, Anthony Bregman, Jeff Stern, Tony Hernández, Jonathan Dayton y Valerie Faris y Jeffrey Blitz.

## Trama
Living with Yourself sigue la historia de un hombre que, después de someterse a un tratamiento misterioso que le promete el encanto de una vida mejor, descubre que ha sido reemplazado por una versión clonada de sí mismo.

## Elenco y personajes

### Principales
- Paul Rudd como Miles Elliot, un redactor publicitario de Pool Marketing que no está contento con su vida, y su vez el Clon de Miles Elliot
- Aisling Bea como Kate Elliot, es una arquitecta de interiores y la esposa de Miles

### Recurrentes
- Alia Shawkat como Maia, es la Medio hermana menor de Miles
- Desmin Borges como Dan, es un compañero de trabajo de Miles
- Karen Pittman como Lenore Pool, es la jefa de Miles
- Zoe Chao como Kaylyn, es la recepcionista de Pool Marketing

### Invitados
- Jon Glaser como Henry
- Emily Young como Mousy, compañero de trabajo de Miles
- Eden Malyn como Margaret
- Ginger Gonzaga como Meg, es un socio comercial de Kate
- Gabrielle Reid como Branding, es un compañero de trabajo de Miles
- Gene Jones como Granjero Ray
- Zach Cherry como Hugh
- Tom Brady como él mismo

## Episodios
| N.º | Título                  | Dirigido por                    | Escrito por       | Fecha de lanzamiento original |
| --- | ----------------------- | ------------------------------- | ----------------- | ----------------------------- |
| 1   | «The Best You Can Be»   | Jonathan Dayton y Valerie Faris | Timothy Greenberg | 18 de octubre de 2019         |
| 2   | «Made in a Strip Mall»  | Jonathan Dayton y Valerie Faris | Timothy Greenberg | 18 de octubre de 2019         |
| 3   | «Green Tea»             | Jonathan Dayton y Valerie Faris | Timothy Greenberg | 18 de octubre de 2019         |
| 4   | «Soul Mate»             | Jonathan Dayton y Valerie Faris | Timothy Greenberg | 18 de octubre de 2019         |
| 5   | «Va Bene»               | Jonathan Dayton y Valerie Faris | Timothy Greenberg | 18 de octubre de 2019         |
| 6   | «Neighbors and Friends» | Jonathan Dayton y Valerie Faris | Timothy Greenberg | 18 de octubre de 2019         |
| 7   | «Piña Colada»           | Jonathan Dayton y Valerie Faris | Timothy Greenberg | 18 de octubre de 2019         |
| 8   | «Nice Knowing You»      | Jonathan Dayton y Valerie Faris | Timothy Greenberg | 18 de octubre de 2019         |

## Producción

### Desarrollo
El 16 de febrero de 2017, se anunció que IFC había dado luz verde a una nueva serie de comedia creada por Timothy Greenberg. En ese momento se esperaba que los productores ejecutivos de la serie incluyeran a Greenberg, Jeffrey Blitz, Anthony Bregman y Jeff Stern. Blitz también estaba destinado a servir como director y la serie estaba programada para estrenarse en 2018. Las compañías de producción involucradas en la serie estaban programadas para consistir en Likely Story y Jax Media.
El 10 de agosto de 2018, se anunció que el proyecto había sido adquirido por Netflix. La empresa posteriormente encargó un pedido para una primera temporada que constó de ocho episodios. La serie fue escrita por Greenberg, quien también se esperaba que produjera de manera ejecutiva junto a Blitz, Bregman, Stern, Tony Hernández, Jonathan Dayton, Valerie Faris y Paul Rudd. Dayton y Faris también fueron anticipados para servir como directores de la serie.

### Casting
Junto con el anuncio de la adquisición de la serie a Netflix, se confirmó que Paul Rudd había sido elegido para un doble papel principal. El 28 de agosto de 2018, se anunció que Aisling Bea se había unido al elenco.

### Rodaje
La fotografía principal de la primera temporada se realizó en Nueva York en 2018